# Trafohaus Jägerbrücke

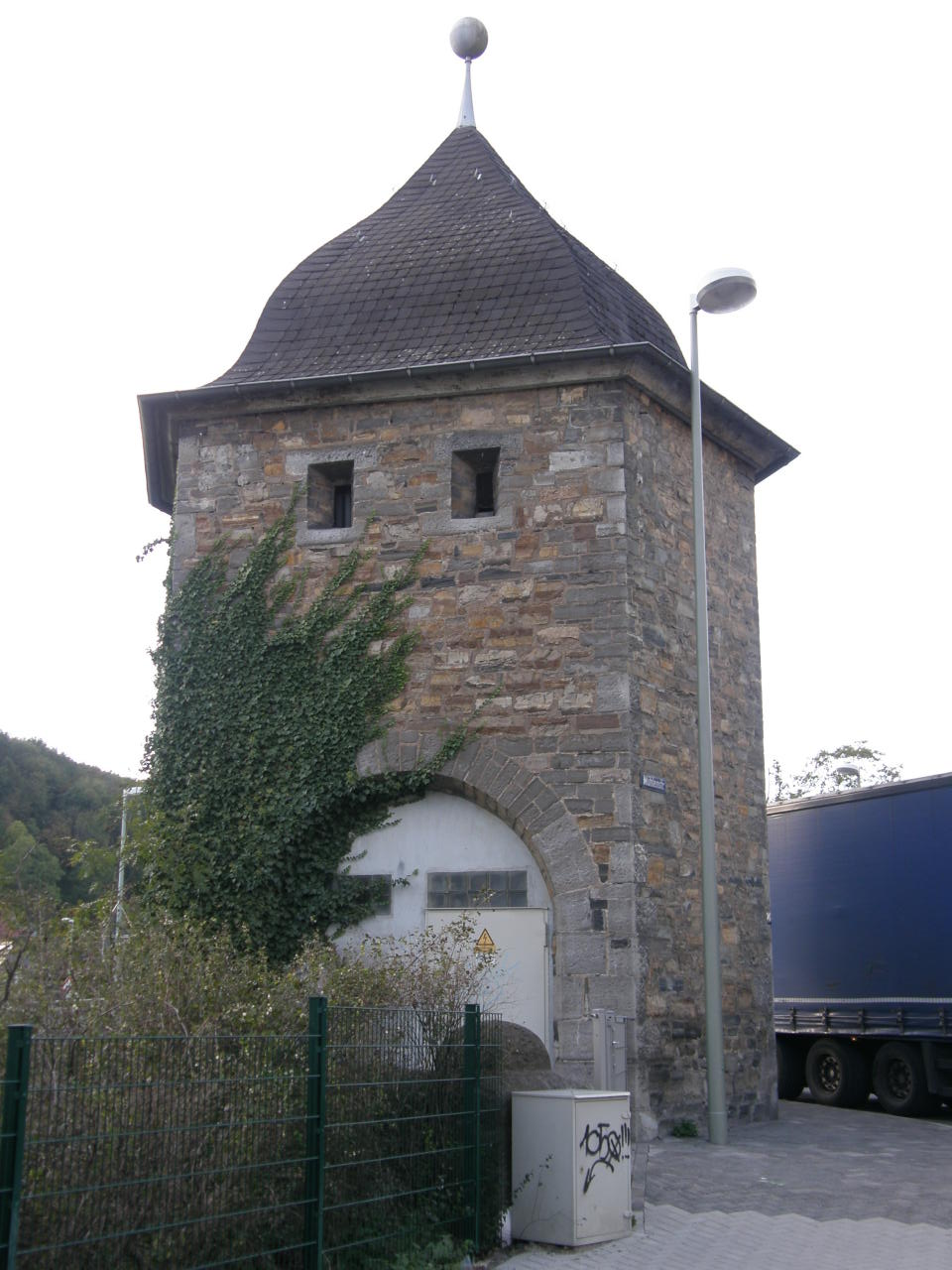
Trafohaus Jägerbrücke

Das Trafohaus an der Jägerbrücke/Mühlenstraße in Arnsberg ist ein denkmalgeschützter Bau aus dem Jahr 1919.

## Geschichte
Im Jahr 1919 baute das Kreiselektrizitätswerk Arnsberg eine Freileitung von Arnsberg nach Neheim. In diesem Zusammenhang wurde ein Trafogebäude errichtet. Das Gebäude sollte ursprünglich auf der gegenüberliegenden Seite der Jägerbrücke erbaut werden. Die Stadt wies ihm aber den heutigen Standort am Mühlengraben zu.
Der Bau wurde von dem Architekten Freckmann im Stil eines mittelalterlichen sechseckigen Wehrturmes geplant. Er fügt sich damit in das Bild der Altstadt mit seinen Türmen ein. Das Gebäude besteht aus Bruchsteinen. Angedeutet sind mehrere Schießscharten. Der große Rundbogen des heute zugemauerten Eingangsportals wurde durch Sturzsteine betont. Der Turm hat ein mit Schiefer gedecktes geschweiftes Haubendach. Der Bau wird noch heute für seinen ursprünglichen Zweck genutzt.
Der Bau wurde unter der Nummer DL 327 in die Arnsberger Denkmalliste eingetragen.